# Desquamation
Pour les articles homonymes, voir desquamation (géomorphologie).

Représentation schématique d'une coupe transversale de peau, avec le film et le microbiote cutané, ainsi que la couche cornée à partir de laquelle s'effectue une desquamation en squames qui correspondent au détachement des cornéocytes.

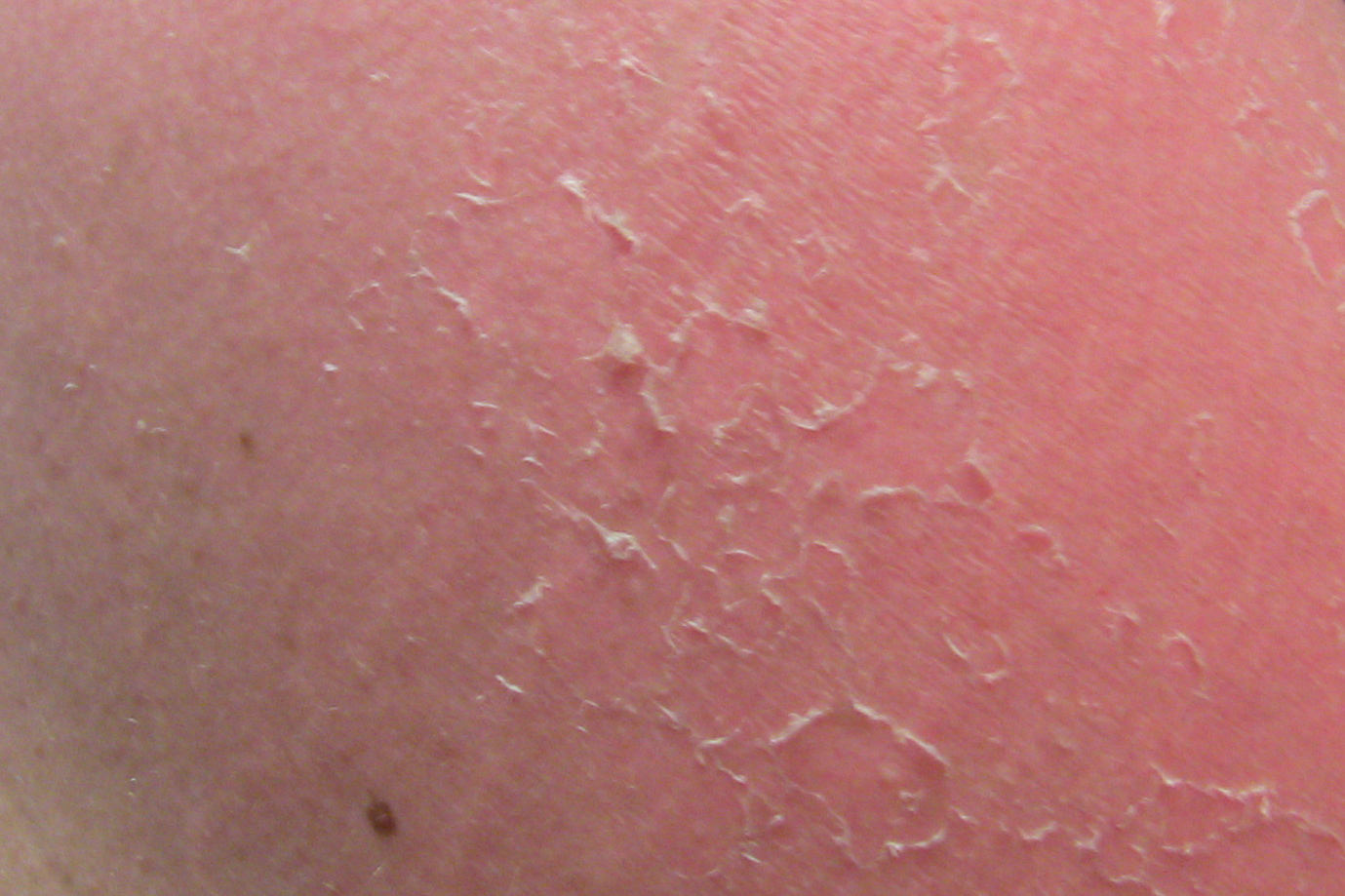
Desquamation de l'épiderme après un coup de soleil.

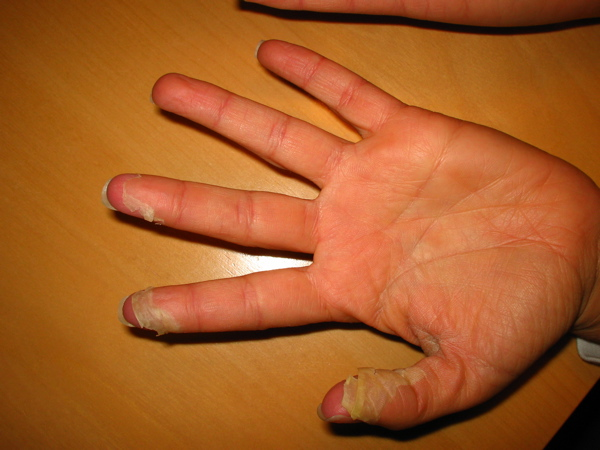
Aspect de desquamation en « doigts de gants » que l'on retrouve chez l'enfant dans la scarlatine (photo) et la maladie de Kawasaki, et chez l'adulte dans le syndrome de Lyell.

En dermatologie, la desquamation (du latin : desquamare, « écailler ») désigne la perte des couches superficielles de l'épiderme, le stratum corneum, sous forme d'amas cornéocytaires visibles appelés « squames ». Le terme d'« exfoliation » est aussi utilisé.
En massothérapie, la desquamation est produite à la suite de différentes manœuvres. 
La desquamation peut provenir de maladies infectieuses (rougeole, rubéole, scarlatine), de maladies génétiques chroniques (ichtyose) ou d'agressions de la peau (coup de soleil, brûlure, irradiation aiguë).
Hors champ de la dermatologie, on parle aussi de desquamation pour toutes les muqueuses dont l'épithélium perd de ses cellules (muqueuse intestinale, endomètre, vagin, cavité buccale…).
Par analogie, la desquamation fait référence à l'écaillage superficiel des roches et des pierres, qui détache des plaques d'épaisseur millimétrique ou centimétrique sous l'effet de la thermoclastie ou de l'hydroclastie.

## Physiologie
La desquamation se fait cornéocyte par cornéocyte, cette élimination étant donc inapparente (le cornéocyte est une cellule qui mesure environ 40 μm). Elle devient macroscopique et visible dans les états pelliculaires qui voient la perte de paquets de cornéocytes encore englués dans leur cément intercellulaire, ce phénomène étant dû à une anomalie de la différenciation de la couche cornée. Les cornéocytes se détachent de l’épiderme après la lyse du cément intercellulaire et des cornéodesmosomes, principalement sous l’action d’une enzyme sécrétée par les kératinosomes, la stéroïde-sulfatase.
L'épiderme humain perd l'équivalent (car la perte n'est pas la même partout et diffère selon la région du corps) de deux couches tous les vingt jours, soit une moyenne de 0,1 couche par jour et il se renouvelle entièrement, selon les modèles expérimentaux, tous les 28 à 56 jours.

## Diagnostic différentiel
- croûte : c'est un coagulum à la surface d'une lésion suintante.

Son aspect est variable suivant son origine :
- séreuse pure : jaune, fine

- hémorragique : rouge-brun

- purulente : mélicérique (jaune), d'aspect gras, épaisse

La croûte est un signe secondaire à une lésion préexistante : vésicule, bulle, pustule, érosion, ulcération, végétation…
- squame-croûte : mélange d'une sérosité peu importante avec une parakératose prédominante.